# Triangle (constellation)
Triangulum
Pour les articles homonymes, voir triangle (homonymie).
Le Triangle est une petite constellation de l'hémisphère nord dont les trois étoiles principales forment justement un triangle allongé.

## Histoire

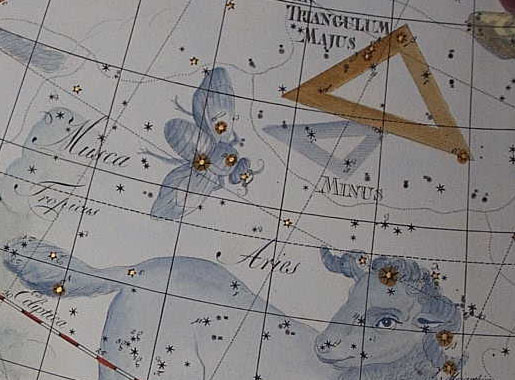
Les Petit et Grand Triangles (Triangulum Minus et Triangulum Majus).

Le Triangle figurait déjà dans la liste des 48 constellations répertoriées par Ptolémée dans son Almageste, l'une des rares constellations antiques (avec la Balance) à ne pas provenir d'un mythe et la seule qui soit décrite par une figure géométrique.
À l'époque grecque, cette constellation portait le nom de Deltoton (Δελτωτὀν), le Delta (vraisemblablement celui du Nil), identifié par la lettre grecque Δ. Les Romains conservèrent cette appellation en la nommant Deltotum.
L'astronome Johannes Hevelius créa également un Petit Triangle (Triangulum Minus) juste à côté de celui-ci (qu'il appela logiquement le Grand Triangle, Triangulum Majus). Ils furent fondus en un seul par Friedrich Argelander en 1843 lors de la publication de son Uranometria Nova.

## Observation des étoiles

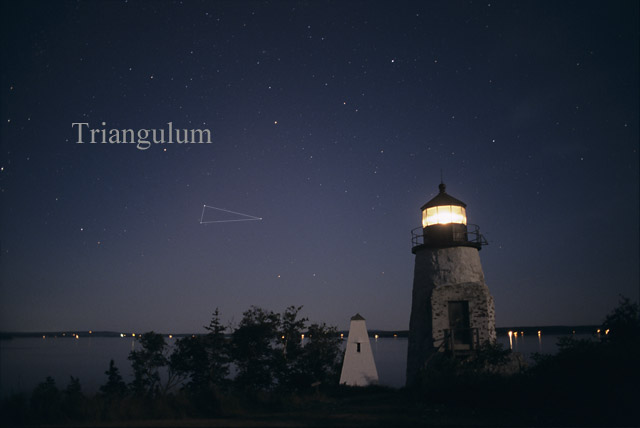
Constellation du Triangle.

Visibilité nocturne de la constellation.

Le Triangle est une constellation faible (mag 4) mais bien ramassée, et son repérage ne pose pas de problème particulier dès lors que les conditions de visibilité sont suffisantes.
Il est situé sous la diagonale d'Andromède, entre la jambe d'Andromède et les étoiles du Bélier.
Il ne présente guère d'intérêt autre que sa forme curieuse.

## Étoiles principales

### α Trianguli
α Trianguli (également connue sous divers noms traditionnels comme Metallah, Mothallah, Ras al Muthallah, Elmuthalleth, Caput Trianguli et Atria) n'est pas l'étoile la plus brillante de la constellation, mais sa position au sommet du Triangle (son nom signifie précisément cela en arabe) a conduit Johann Bayer à lui donner la désignation α.
De magnitude apparente 3,41, c'est une sous-géante blanc-jaune distante de 64 années-lumière, 13 fois plus lumineuse que le Soleil et 1,5 fois plus massive que celui-ci.
Alpha Trianguli est une étoile double : son compagnon, indiscernable au télescope, tourne autour d'elle en seulement 1,74 jour et ne doit être distant que d'environ 0,04 ua.

### β Trianguli
β Trianguli, avec une magnitude apparente de 3,00, est l'étoile la plus brillante de la constellation du Triangle. C'est une sous-géante, 4 fois plus grande que le Soleil, 70 fois plus brillante, entourée d'un disque de poussière.
C'est aussi une étoile double, son compagnon (similaire au Soleil) orbitant à 0,3 ua en moyenne en 31,8 jours.

### γ Trianguli
γ Trianguli, la troisième étoile de la constellation (magnitude 4,01), clôt le Triangle. C'est une étoile blanche, environ 2 fois plus grande que le Soleil, qui tourne extrêmement rapidement, en 12 h, au moins à 200 km/s à l'équateur.
γ Trianguli, δ Trianguli (magnitude 4,84) et 7 Trianguli (magnitude 5,25) apparaissent très proches sur la voûte céleste. En réalité, δ Trianguli se situe à 35 années-lumière de nous (donc assez proche), γ Trianguli à 118 et 7 Trianguli à 293. Elles n'ont donc rien à voir l'une avec l'autre.

### Autres étoiles
δ Trianguli est une étoile double dont les deux composantes ressemblent beaucoup au Soleil. Elles sont séparées par seulement 0,1 ua.
ι Trianguli est également une étoile double, formée par une étoile jaune et l'autre bleue. Chacune d'entre elles est à nouveau double.
R Trianguli est une étoile variable de type Mira (ο Ceti) et oscille entre les magnitudes 5,30 et 12,6 sur une période de 266,9 jours.

## Objets célestes

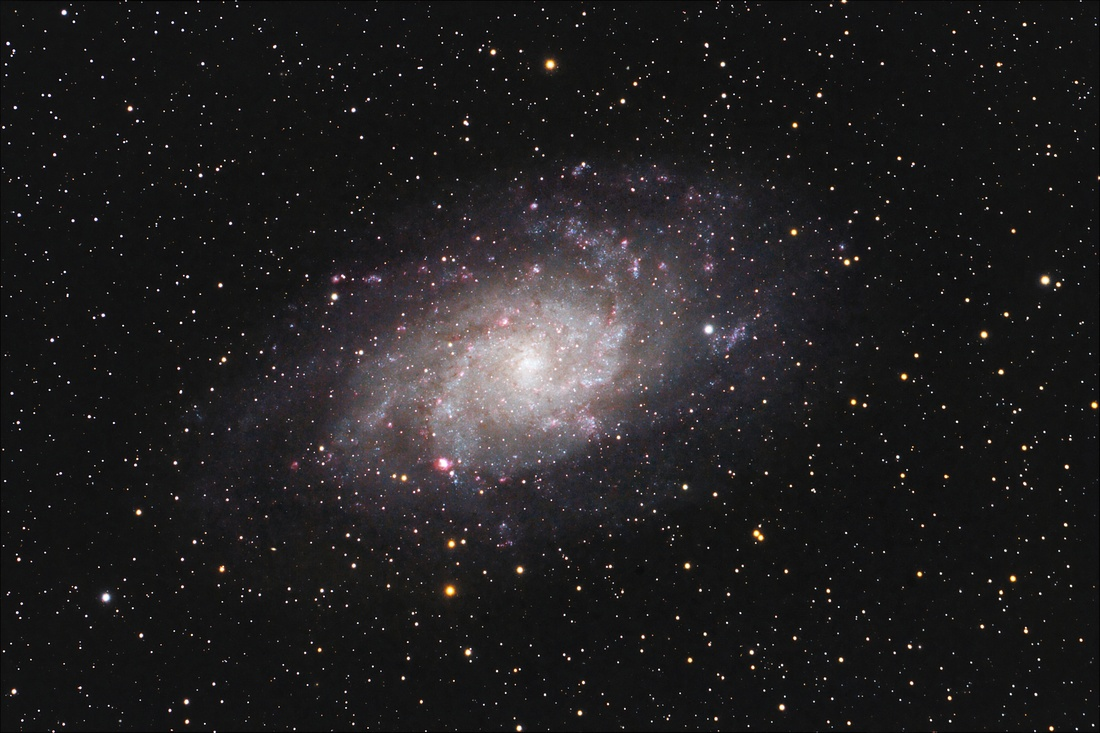
Galaxie spirale M33, dans la constellation du triangle.

La constellation du Triangle contient la galaxie spirale M33, nommée fort justement galaxie du Triangle. Il s'agit de la troisième plus grande galaxie de notre Groupe local (les deux autres étant la Voie lactée et la galaxie d'Andromède).
Cette constellation héberge également la nébuleuse NGC 604 (située dans M33), la plus grande région d'hydrogène ionisé que l'on connaisse, d'un diamètre de 1 500 années-lumière, l'amas ouvert C 0147+270, la galaxie spirale NGC 925 ainsi que NGC 672 et IC 1727, deux galaxies distantes d'environ 18 millions d'années-lumière, mais séparées par seulement 88 000 années-lumière. Le quasar 3C 48, au nord de la constellation, fut l'un des premiers à avoir été découvert.